# Annette Burger
Annette Burger (geboren im 20. Jahrhundert) ist eine ehemalige deutsche Behindertensportlerin.

## Werdegang
Annette Burger wollte sich leistungssportlich betätigen. Als Sportart wählte sie sich die Leichtathletik aus, die sie in den kurzen Laufstrecken über 100, 200 und über 400 Meter und im Weitsprung betrieb. Da sie hervorragende Leistungen erbrachte, wurde sie in die deutsche Leichtathletikmannschaft der Behinderten berufen. Mit dieser Mannschaft nahm sie 1992 an den Paralympischen Sommerspielen in Barcelona teil. In der Leistungsgruppe B1 gewann sie im Weitsprung als Zweitplatzierte eine Silbermedaille.
Auch bei den Leichtathletik-Weltmeisterschaften der Behinderten 1994 war sie mit der deutschen Mannschaft dabei. Sie wurde im 100-Meter-Lauf Achte und über 200 Meter Zehnte. Als Höhepunkt folgte dann ein Erster Platz und damit der Gewinn einer Goldmedaille mit der 4-mal-400-Meter-Staffel in der Besetzung Annette Burger, Kerstin Quinius, Daniela Salzmann und Claudia Meier. Zusätzlich wurde sie im Weitsprung mit 4,15 m Dritte und Gewinnerin einer Bronzemedaille.
Für den Medaillengewinn bei den Paralympischen Sommerspielen 1992 wurde sie am 13. Juni 1993 von Bundespräsident Richard von Weizsäcker mit dem Silbernen Lorbeerblatt ausgezeichnet.